# Nabokovia
Nabokovia is een geslacht van vlinders uit de familie van de Lycaenidae. De wetenschappelijke naam is voor het eerst geldig gepubliceerd in 1960 door Arthur Francis Hemming. De naam is een eerbetoon aan de Russische schrijver Vladimir Nabokov, die ook een verdienstelijk lepidopteroloog was.
Dit geslacht werd oorspronkelijk door Nabokov zelf Pseudothecla genoemd in 1945. Maar deze naam was ongeldig, want er was reeds een vlindergeslacht Pseudothecla benoemd in 1910 door Embrik Strand. Hemming verving in 1960 de naam door Nabokovia.
Het geslacht telt drie soorten, die in het Andesgebied in Zuid-Amerika voorkomen:
- Nabokovia ada Bálint & K. Johnson, 1994 (Chili)
- Nabokovia faga (Dognin, 1895) (Ecuador, Peru)
- Nabokovia cuzquenha Bálint & Lamas, [1997] (Peru)